# Gèdre
Gèdre est une ancienne commune française, située dans le département des Hautes-Pyrénées, en région Occitanie, devenue le 1er janvier 2016 une commune déléguée au sein de la commune nouvelle de Gavarnie-Gèdre.

## Géographie

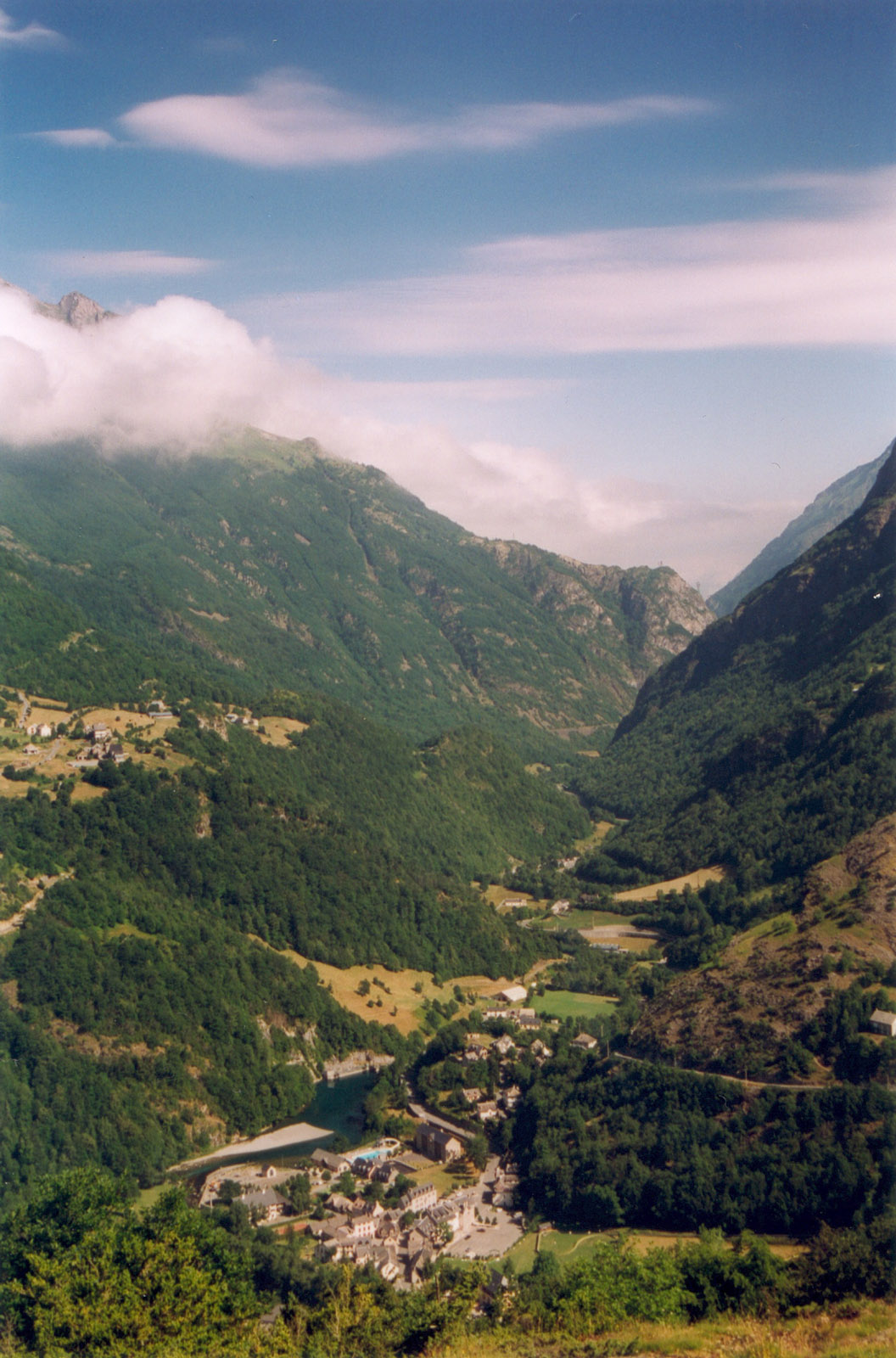
La vallée du gave de Gavarnie.

Avec près de 145 km2 de superficie, Gèdre est une section de commune des Hautes-Pyrénées très étendue, limitrophe de l'Espagne, au-delà des cirques de Troumouse et d'Estaubé. Une partie importante du territoire communal fait partie du parc national des Pyrénées.
L'altitude minimale, 905 mètres, se situe au nord, là où le gave de Gavarnie quitte la commune et entre sur celle de Luz-Saint-Sauveur. L'altitude maximale, avec 3 192 ou 3 194 mètres,,, est atteinte au nord-est au Pic Long, en limite des communes d'Aragnouet et de Luz-Saint-Sauveur.

## Communes limitrophes
Gèdre est limitrophe de l'Espagne (Aragon), de trois autres communes françaises et de la commune déléguée de Gavarnie.

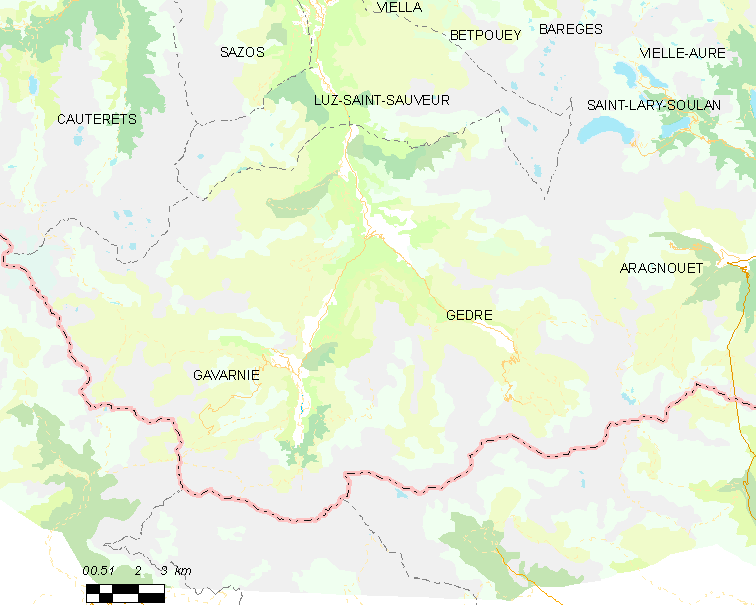
Carte de la commune de Gèdre et des proches communes.

|                           | Luz-Saint-Sauveur |           |
| Cauterets                 | Gèdre             | Aragnouet |
| Gavarnie (Gavarnie-Gèdre) | Bielsa (Espagne)  |           |

## Hydrographie
Le village de Gèdre est implanté dans les Pyrénées au confluent du gave de Gavarnie et de son affluent, le gave de Héas. Un autre affluent du gave de Gavarnie, le Bugarret, conflue sur la commune.

## Toponymie
On trouvera les principales informations dans le Dictionnaire toponymique des communes des Hautes-Pyrénées de Michel Grosclaude et Jean-François Le Nail qui rapporte les dénominations historiques du village :
Dénomination historique :
- en Gedra, (1438, Laporte, Histoire Héas).

Étymologie : Gèdre tire son nom, en première analyse, du gascon èdrɵ, jèdrɵ 'lierre' (latin hedera). En fait, il pourrait s'agir d'une réinterprétation d'un ancien dérivé de jer 'prairie' ou d'un *jerdɵ 'framboisier'.
Nom occitan : Gèdra.

## Histoire
Par ordonnance (no 10.168) du Roi (Neuilly, le 5 août 1842) : « Les sections de Gédre et de Gavarnie sont distraites de la commune de Luz, chef-lieu de canton, arrondissement d'Argelès (Hautes-Pyrénées), et formeront deux municipalités distinctes. » 

## Politique et administration

### Liste des maires
| Période                                  | Période          | Identité                    | Étiquette | Qualité |
| ---------------------------------------- | ---------------- | --------------------------- | --------- | ------- |
| Les données manquantes sont à compléter. |                  |                             |           |         |
|                                          |                  |                             |           |         |
| 1878                                     | 1883             | Jean-Pierre Culouscou       |           |         |
|                                          |                  |                             |           |         |
| 1900                                     | 1925             | Henri Soubervielle Bordères |           |         |
|                                          |                  |                             |           |         |
| 1929                                     | 1947             | Henri Soubervielle Bordères |           |         |
| 1947                                     | 1971             | Jean Caussieu               |           |         |
| 1971                                     | 1995             | Jean Prissé                 |           |         |
| 1995                                     | 2008             | Marcel Prissé               |           |         |
| mars 2008                                | mars 2014        | Francis Caussieu            |           |         |
| mars 2014                                | 31 décembre 2016 | Jean-Claude Roudet          |           |         |

## Population et société

### Démographie
L'évolution du nombre d'habitants est connue à travers les recensements de la population effectués dans la commune depuis 1846. À partir du 1er janvier 2009, les populations légales des communes sont publiées annuellement dans le cadre d'un recensement qui repose désormais sur une collecte d'information annuelle, concernant successivement tous les territoires communaux au cours d'une période de cinq ans. 
Pour les communes de moins de 10 000 habitants, une enquête de recensement portant sur toute la population est réalisée tous les cinq ans, les populations légales des années intermédiaires étant quant à elles estimées par interpolation ou extrapolation. Pour la commune, le premier recensement exhaustif entrant dans le cadre du nouveau dispositif a été réalisé en 2007,.
En 2013, la commune comptait 247 habitants, en évolution de −6,08 % par rapport à 2008 (Hautes-Pyrénées : −0,31 %, France hors Mayotte : +2,49 %).
| 1846 | 1851 | 1856  | 1861  | 1866  | 1872  | 1876  | 1881 | 1886 |
| ---- | ---- | ----- | ----- | ----- | ----- | ----- | ---- | ---- |
| 954  | 980  | 1 007 | 1 010 | 1 008 | 1 007 | 1 012 | 902  | 842  |

| 1891 | 1896 | 1901 | 1906 | 1911 | 1921 | 1926 | 1931 | 1936 |
| ---- | ---- | ---- | ---- | ---- | ---- | ---- | ---- | ---- |
| 802  | 763  | 792  | 774  | 726  | 716  | 828  | 590  | 592  |

| 1946 | 1954  | 1962 | 1968 | 1975 | 1982 | 1990 | 1999 | 2007 |
| ---- | ----- | ---- | ---- | ---- | ---- | ---- | ---- | ---- |
| 555  | 1 077 | 540  | 451  | 393  | 380  | 317  | 291  | 263  |

| 2011 | 2013 | - | - | - | - | - | - | - |
| ---- | ---- | - | - | - | - | - | - | - |
| 250  | 247  | - | - | - | - | - | - | - |

## Économie
Sur la commune de Gèdre sont situées les usines hydroélectriques concédées à EDF de Gèdre et de Pragnères, ainsi que l'usine du Pont de Bert concédée à la SA René Escande.
L'usine du pont de Bert est alimentée par un barrage sur le gave de Gavarnie.
L'aménagement de Gèdre est alimenté par les prises d'eau du Campbielh, d'Aguila, d'Estibère-Bonne, des Touyères et du Maillet, et surtout par le barrage des Gloriettes ; soit l'ensemble du bassin versant des cirques de Troumouse et d'Estaubé. L'usine, située au pied du bourg de Gèdre, rejette l'eau directement dans la retenue de Gèdre, alimentant l'usine EDF concédée de Luz.
L'aménagement de Pragnères est le plus complexe et le plus puissant des Pyrénées. Les prises d'eau, au nombre d'une quarantaine, cueillent l'eau des massifs du Néouvielle, du Vignemale et de l'Ardiden. L'usine dispose d'un réservoir principal (Cap-de-Long), trois réservoirs annexes (Aumar, Aubert, Escoubous) et un réservoir « journalier » Ossoue. La rive droite dispose d'une haute chute de 1 250 m de dénivelé, ayant fait l'objet entre 2005 et 2010 du plus gros chantier français d'EDF (reconstruction de la partie basse de la conduite forcée).

## Culture locale et patrimoine

### Lieux et monuments
- Village de Pragnères (970 m)
- Village de Gèdre (1 000 m)
- Village de Gèdre-Dessus (1 142 m)
- Village de Saussa-Ayrues (1 194 m)
- Village et chapelle Notre-Dame de Héas (1 500 m)
- Chaos de Coumély (vallée d'Aspé)
- Cirque d'Estaubé
- Cirque de Troumouse
- Granges de Campbieil
- Lac des Gloriettes
- Église de Gèdre
- Centrale hydroélectrique de Pragnères

Sélection de vues diverses
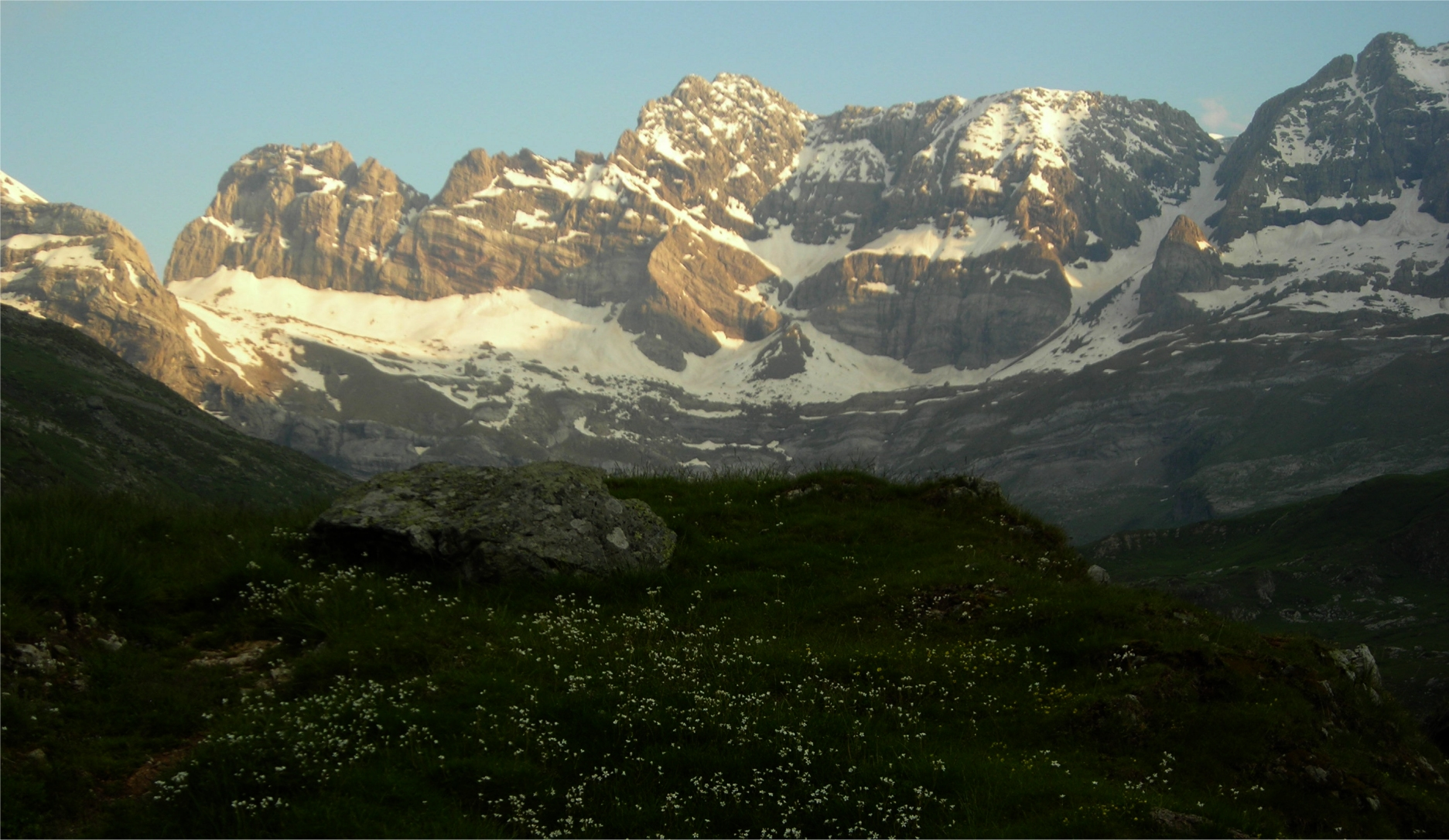
Le cirque d'Estaubé.
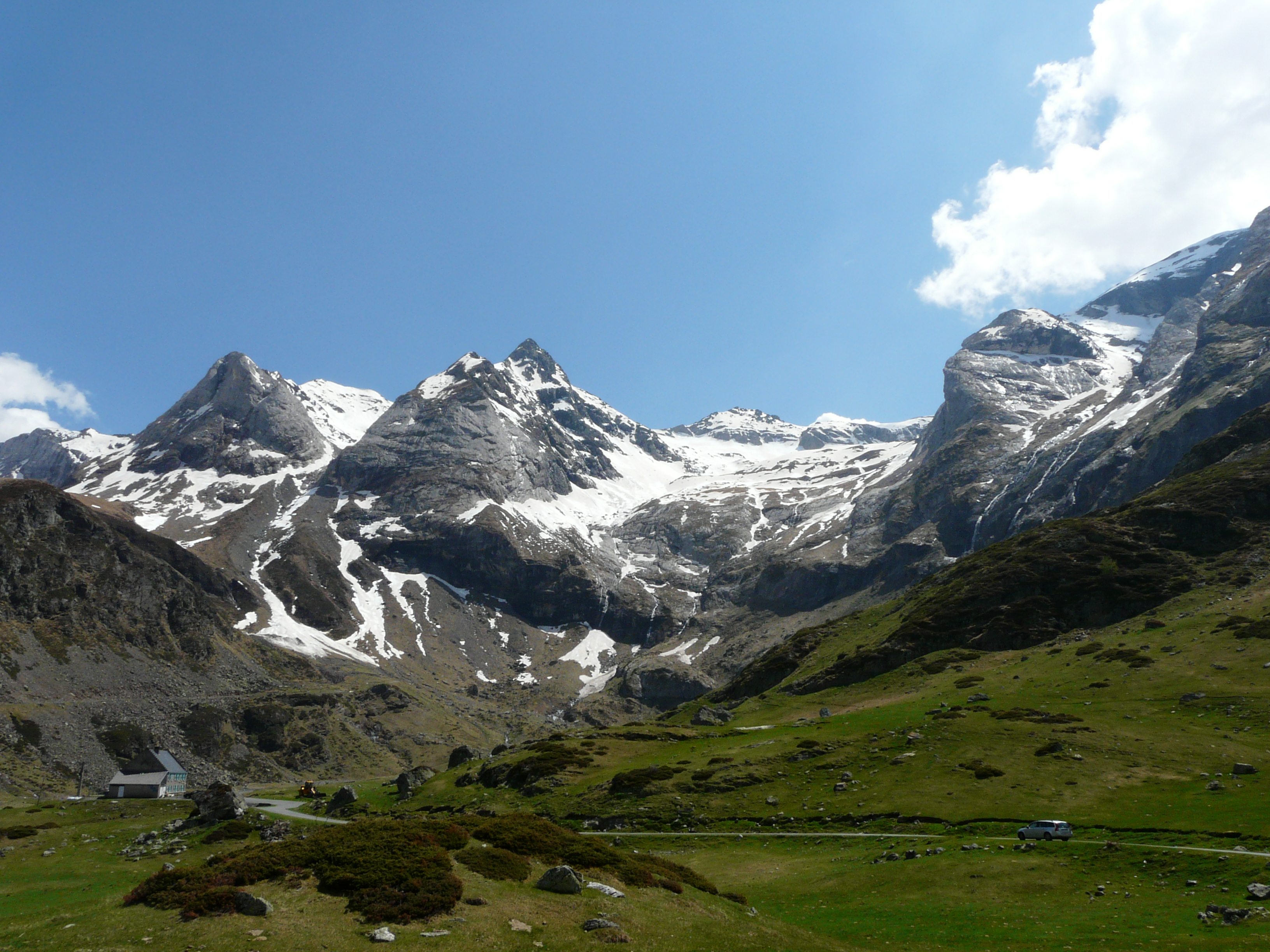
Le cirque de Troumouse.
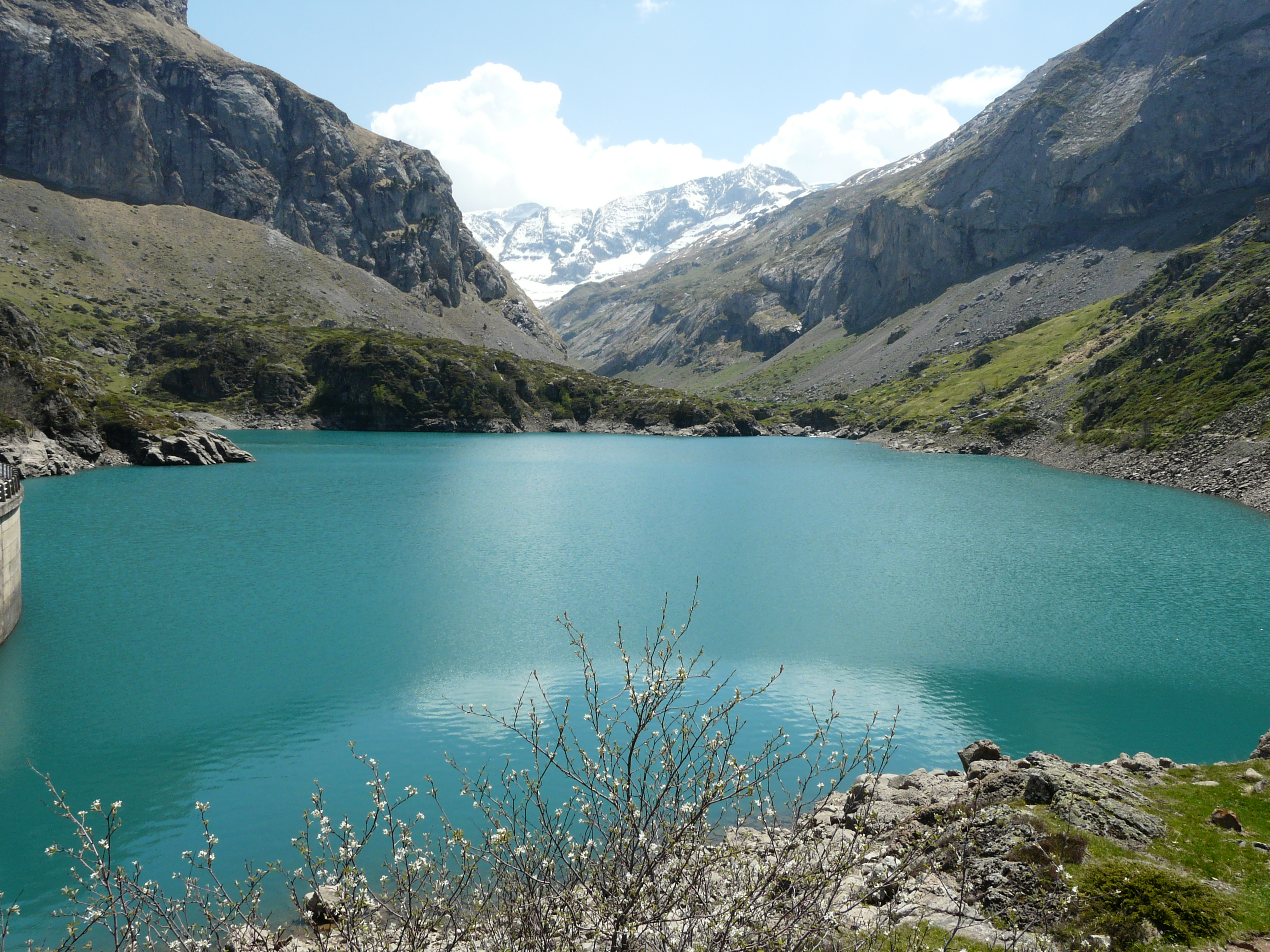
Le lac des Gloriettes.
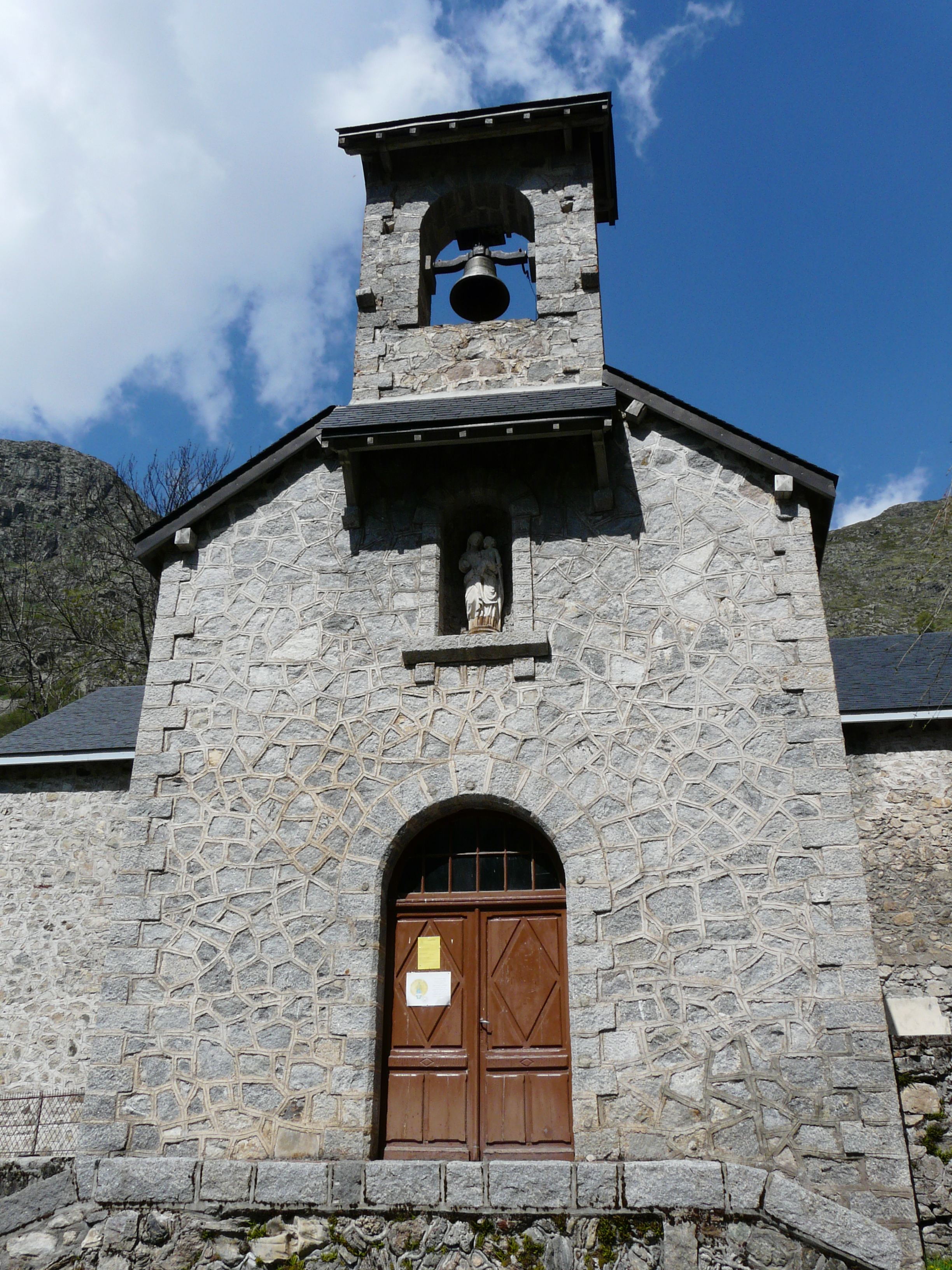
La chapelle Notre-Dame de Héas.
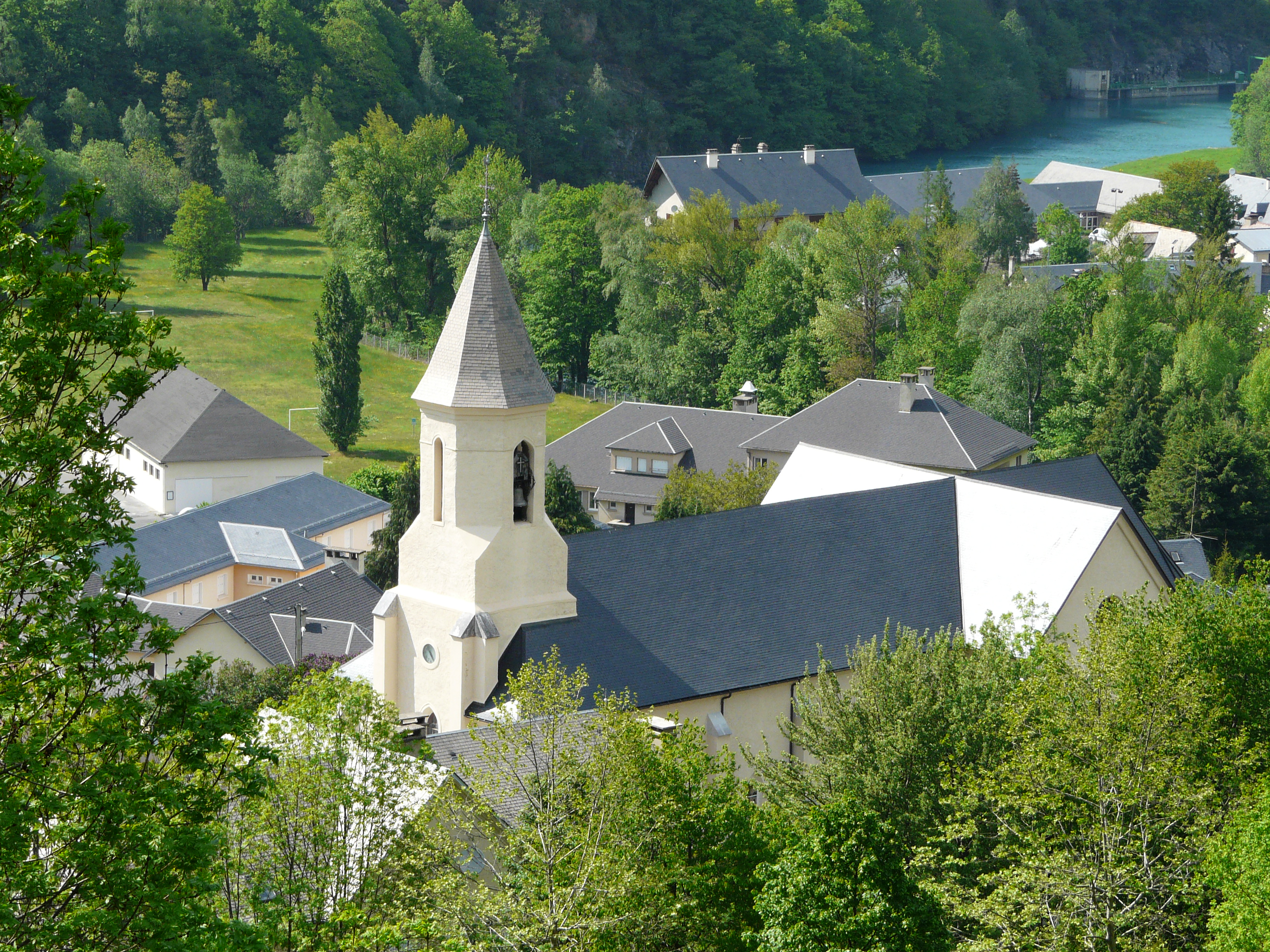
L'église de Gèdre.

### Films tournés à Gèdre
- 1988 : Savannah de Marco Pico
- 2010 : Avant l'aube de Raphaël Jacoulot

### Héraldique
| Blason | Blasonnement : de sinople aux deux burèles ondées d'argent chacune surmontée d'une truite du même, la seconde contournée, au chef d'or chargé d'une couronne de comte d'argent. (armes fautives). |